# Adekar
Adekar è un centro abitato dell'Algeria, situato nella provincia di Béjaïa.